# Apenas o Amor
Apenas o Amor é o primeiro álbum de estúdio da cantora de fado portuguesa Aldina Duarte.
Foi lançado em 2004 pela editora EMI-Valentim de Carvalho.
Contém 12 faixas, com o maior destaque, provavelmente, a ser dado a "Ai meu amor se bastasse".
Este trabalho esteve duas semanas, por alturas de Abril de 2004, no Top Oficial da AFP, a tabela dos 30 álbuns mais vendidos em Portugal, tendo entrado para a 20ª posição, o seu lugar cimeiro.

## Faixas
1. "A voz do silêncio" (Aldina Duarte / Alberto Correia (Fado Solene)) - 03:26
2. "M. F." (Aldina Duarte / Popular (Fado Menor)) - 03:19
3. "Anjo inútil" (Luís de Macedo/ Popular (Fado das Horas)) - 02:49
4. "Ai meu amor se bastasse" (Manuela de Freitas / Pedro Rodrigues dos Santos (Fado Pedro Rodrigues de Quintilhas)) - 02:32
5. "Lírio quebrado" (Aldina Duarte / Alfredo Rodrigo Duarte (Fado Bailado)) - 03:19
6. "Antes de que" (Manuela de Freitas / Raul Ferrão) - 03:19
7. "Casa-mãe / cidade" (Aldina Duarte / Jaime Tiago dos Santos(Fado Jaime)) - 02:33
8. "Quase lembrança" (Aldina Duarte/ José António Sabrosa (Fado Zé António de Quadras)) - 03:05
9. "Muro vazio" (Aldina Duarte / Carlos da Maia (Fado Carlos da Maia de Sextilhas)) - 03:25
10. "Nada mais na noite" (Aldina Duarte/ Alfredo Duarte (Fado Laranjeira)) - 02:36
11. "Sonho lento" (Aldina Duarte/ Henrique Lourenço (Fado Cigano)) - 04:21
12. "Canção a meia voz" (João Cabral Nascimento / Joaquim Campos da Silva (Fado Tango)) - 04:21